# 土地革命
土地革命（とちかくめい）とは、1920年代後半以降の国共内戦時に中国共産党によって行われた政策。

## 概要
1927年の国共合作崩壊以降中国共産党は毛沢東指導の下、支配区域において小ブルジョアを強制的にプロレタリア化させることを目的として実施された。それまで全人民が所有していた全ての土地は政府が没収し政府所有にする共に、全人民に平等に使用権という形で平等に分配するという内容であった。